# فرانك دي فيفر فان
فرانك دي فيفر فان (بالإنجليزية: Frank Van De Vijver)‏ ولد بتاريخ 12 نوفمبر 1962 في بلجيكا، هو دراج بلجيكي سابق.

## روابط خارجية
- فرانك دي فيفر فان على موقع أرشيف الدراجات (الإنجليزية)
- فرانك دي فيفر فان على موقع إحصائيات الدراجات الإحترافية (الإنجليزية)